# 少卫增三
仙王座24，又名BD+71 1111，HD 210807、SAO 10265、HR 8468，是仙王座的一颗恒星，视星等为4.79，位于銀經111.28，銀緯13.23，其B1900.0坐标为赤經22h 7m 53.1s，赤緯+71° 13.23′ 55″。